# Teòcrates
Teòcrates (en llatí Theocrates, en grec Θεόκρατες) és el nom que dona Fabricius (Biblitheca Graeca vol. 13. p. 432, ed. vet.) a un metge grec, basant-se en l'autoritat d'una versió llatina d'Avicenna, però probablement és un error.
El traductor llatí d'Avicenna, segurament Gerard de Cremona, sembla que va fer una mala lectura i va entendre Hipòcrates, però el que és probable que digués Avicenna era Naucratis, tal com indica Galè a De Compositione Medicamentorum secundum Locos 4.8, vol. 12. p. 764, on l'anomena ὁ Ναυκρατίτης i en reprodueix algunes fórmules. No se sap si va existir aquest Teòcrates.